# Замок Пернштейн
Замок Пернштейн (чеськ. hrad Pernštejn) — чеський за́мок, родове гніздо роду Пернштейнів. Знаходиться на відстані приблизно 40 км на північно-захід від Брно у Моравії. Відомий також під назвою «Мармуровий» завдяки використанню при обрамленні вікон та дверей мармуру. Пернштейн є одним з найбільш збережених замків в Чехії.

## Історія
Замок Пернштейн був побудований, ймовірно, в середині XIII століття в ранньо-готичному стилі. Він був постійним місцеперебуванням моравського дворянського роду Пернштейн і вперше був згаданий у 1286 році. Герб Пернштейнів - голова тура - знаходиться над вхідним порталом палацу замку.
На початку XV століття замок був додатково укріплений захисними системами. З'явилося потужне пізньо-готичне укріплення з новими вежами, стінами і бастіонами. При Йогані фон Пернштейн замок був перебудований в чудову резиденцію в стилі епохи Відродження. Через борги Пернштейни були змушені продати замок в 1596 році.
Протягом наступних століть новими власниками всередині замку були проведені невеликі зміни, таким чином зовнішній вигляд замку в основному відповідає стану в XVI столітті.
15 квітня 2005 частини горищ були знищені в результаті великої пожежі.
Замок служив знімальним майданчиком для численних кінофільмів, у тому числі «Носферату - привид ночі». У 1975 р. в замку проходили зйомки фільму-казки «Принцеса на горошині» радянського кінорежисера Бориса Рицарева.